# جيوفري ميلر
جيوفري ميلر (18 أغسطس 1937 في المملكة المتحدة - ) (بالإنجليزية: Geoffrey Miller)‏ هو لاعب كريكت بريطاني. لعب مع Cambridgeshire County Cricket Club ‏.